# Cabo de São Vicente
O cabo de São Vicente é um cabo situado no extremo sudoeste de Portugal continental, na freguesia de Sagres, concelho de Vila do Bispo. Fica 4 km a oeste e 3 km a norte da Ponta de Sagres, o antigo "Promontorium Sacrum" romano, dedicado ao deus Saturno, e onde se situa uma antiga fortaleza visitável (Fortaleza de Sagres).
Em Lagos, a 25 km do cabo para leste, o Infante D. Henrique teria estabelecido a sua escola de navegação (Escola de Sagres) no século XV, que impulsionou os Descobrimentos portugueses. O pesquisador Luís de Albuquerque demonstrou tratar-se de um mito.
Do cabo é possível apreciar a passagem dos navios que transitam entre o Mar Mediterrâneo e o norte da Africa.
O Cabo de São Vicente faz parte do Parque Natural do Sudoeste Alentejano e Costa Vicentina.

## História
Estrabão (63 ou 64 a.C. - 23 d.C.), numa descrição da Península Ibérica, começou pelo Cabo de São Vicente, chamando-o desde logo "Cabo Sagrado", dizendo:
Este cabo é o ponto mais a ocidente, não só da Europa, mas de todo o mundo habitado. (…) Além disso, o país adjacente a este cabo é chamado de "Cuneus" na língua latina, logo significando a sua forma de cunha. Mas para o cabo em si, que se projeta para o mar, Artemidoro (que visitou o local, como ele diz) assemelha-se a um navio; e ele diz que três pequenas ilhas ajudam a dar essa forma, uma dessas ilhas ocupa a posição do bico do navio, e as outras duas, que têm locais de ancoragem algo bons, ocupam a posição de cabeças-de-gato. Quanto a Héracles, diz ele, não existe nem um templo seu para ser visto no cabo (como Ephorus diz erradamente), nem um altar em sua honra, ou para nenhum outro deus, mas somente pedras em muitos locais, deitadas em grupos de três ou quatro, que de acordo com um costume nativo são giradas por aqueles que visitam o local, e então, depois de derramar uma libação, são movidas de volta. Não é regra, diz ele, ocupá-lo durante esse tempo; mas aqueles que vêm ver o lugar passam a noite na aldeia vizinha, e então entram no lugar de dia, levando água com eles, dado que não há água lá.
Depois desta descrição no seu livro Geographia, continua a citar relatos de o Sol poder ser cem vezes maior no Cabo de São Vicente ao pôr-do-sol, ou que a noite possa vir abruptamente. Mas, como ele diz, se ninguém põe o pé no local à noite, como podem saber se este fenómeno é, ou não, verdadeiro. Uma explicação que deu, segundo fontes, era de que poderia ser um efeito visual.

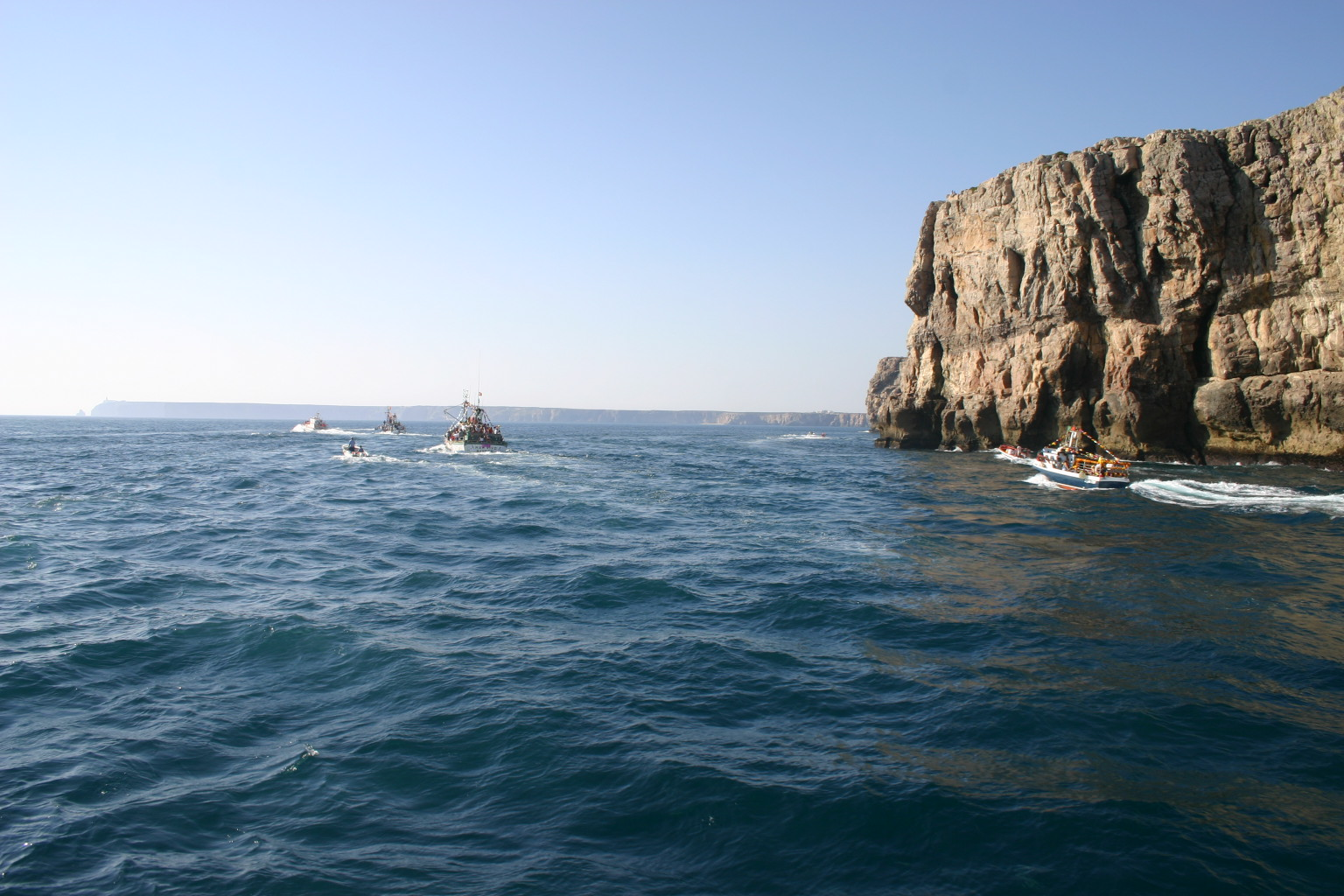
Cabo de São Vicente e o seu farol ao fundo, vistos desde o lado sul. Em primeiro plano, arriba da Ponta de Sagres.

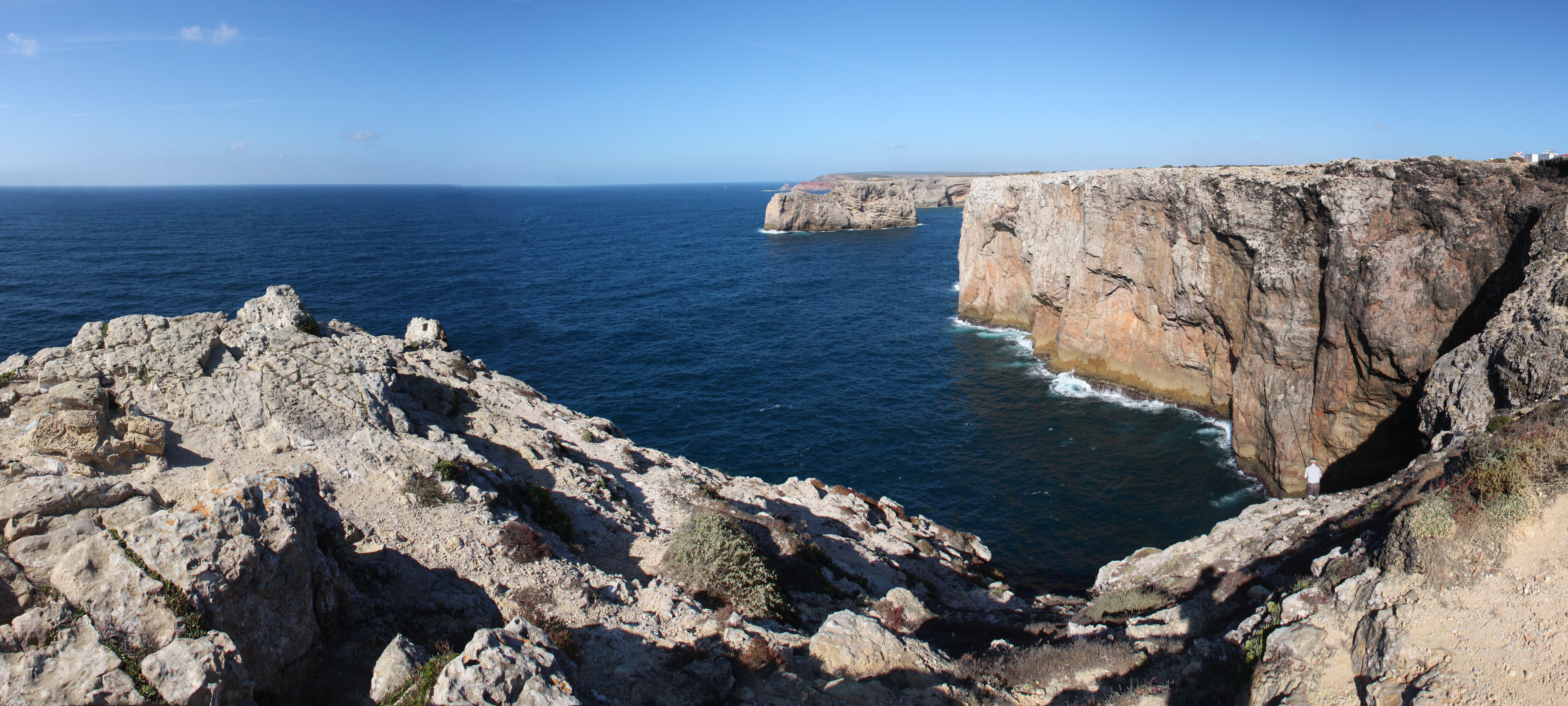
Paisagem do cabo de São Vicente